# Lasowice Wielkie Gdańskie
Lasowice Wielkie Gdańskie – wąskotorowy przystanek osobowy znajdujący się we wsi Lasowice Wielkie w gminie Malbork, w powiecie malborskim, w województwie pomorskim. Położony jest na linii kolejowej z Malborka Kałdowa Wąskotorowego do Nowego Dworu Gdańskiego Wąskotorowego. Odcinek do Malborka Kałdowa Wąskotorowego został otwarty w 1900 roku.